# Eduardo Gerardo Pérez Tijerina
Eduardo Gerardo Pérez Tijerina (Monterrey, México, 1973) es un investigador mexicano adscrito al Sistema Nacional de Investigadores Nivel III, miembro de la Academia Mexicana de Ciencias desde el 2011 e integrante (vocal) del Consejo General para el Fomento a la Investigación Científica, Tecnológica y de Innovación para el Desarrollo del Estado de Nuevo León. 

## Biografía
Egresó como Licenciado en Física de la Universidad Autónoma de Baja California (UABC) en Ensenada, B.C. Y realizó sus estudios de posgrado en el Centro de Investigación Científica y de Educación Superior de Ensenada, Baja California (CICESE-UNAM) con la especialidad en Física de Materiales. 
Ha desarrollado diversos proyectos de investigación Nacionales e Internacionales con importantes universidades: la Universidad de Texas en Austin, E.U.; Universidad de La Habana, Cuba; Universidad de Concepción, Chile; Instituto Kéldysh de Matemática Aplicada de Moscú; Universidad Nacional Autónoma de México (UNAM), Instituto Nacional de Investigaciones Espaciales de Brasil,  UT-Escobedo y el Observatorio Astronómico de Shanghái.  
Además, forma parte de la Comisión Dictaminadora Transversal del SNI. Desde 2003 ha desarrollado actividades de investigación, docencia y formación de recursos humanos en Facultad de Ciencias Físico Matemáticas (FCFM) de la Universidad Autónoma de Nuevo León (UANL) en donde tiene el puesto de Subdirector de Innovación Tecnológica y de la Vinculación de la Ciencia. Es reconocido como un líder impulsor del desarrollo de las vocaciones científicas y tecnologías en jóvenes a través de las estancias en los laboratorios de la UANL. Sus líneas de investigación se relacionan al área de la Física especialmente Nanotecnología y Astrofísica, ha publicado más de 60 artículos en revistas indexadas en JCR con más de 600 citas, es miembro de la Academia Mexicana de Ciencias.
En 2005, fundó el primer Laboratorio de Nanociencia y Nanotecnología en Nuevo León. Fue miembro del grupo de investigadores que puso en marcha el Centro de investigación Innovación y Desarrollo en Ingeniería y Tecnología (CIIDIT) de la UANL, en el parque Parque de Investigación e Innovación Tecnológica (PITT), dentro del Programa Monterrey Ciudad Internacional del Conocimiento, donde se implementó el Laboratorio de Nanotecnología. 
En 2007 como parte de una estancia de investigación conformo el grupo de investigadores que puso en marcha el Centro de Investigación en Materiales Avanzados (CIMAV) sede Monterrey. Asimismo impulsó la acentuación en Astrofísica en la Licenciatura en Física, así como la Maestría en Astrofísica Planetaria y Tecnologías Afines en la FCFM de UANL
En 2018, inicio las gestiones con la Comisión de Ciencia y Tecnología del Congreso Federal, y el Congreso Local, para la creación de la Comisión de Ciencia y Tecnología en el Congreso Local. Asimismo, ha promovido y mantenido una estrecha vinculación con el sector industrial de la región, lo que le ha permitido generar proyectos de alto impacto mediante convenios para el desarrollo de proyectos de investigación, proyectos de desarrollo tecnológico y proyectos de desarrollo social.

## Proyectos
- El Observatorio Astronómico del estado de Nuevo León (2012-2014) (Iturbide, Nuevo León). que se encuentra en el municipio de Iturbide en Nuevo León.
- Diseño y fabricación del primer Telescopio para Investigación de Manufactura en México: Tlapiani[5][6][7][8][9][10][11][12][13]
- Como líder de proyectos estratégicos al interior de la Universidad, impulsó la creación del Observatorio Internacional de Monitoreo de Basura Espacial (UANL- CONACYT-UNAM) ubicado en la FCFM, el Laboratorio Nacional de Clima Espacial (UANL-UNAM).[14]
- Laboratorio Nacional de Clima Espacial, CONACYT-UANL-UNAM.[15]
- El Programa Estatal de Turismo Científico.[16]
- Convenio con el Instituto Keldysh de la Academia de Ciencias Rusia (2017).[14]
- Programa "El Universo en tu escuela" (2019).[17]
- Convenios Internacional de Monitoreo con la Agencia Espacial de China (2022).[18]
- Construcción del Museo Universitario de Ciencias que fue inaugurado el 19 de abril del 2023 y que forma parte del Programa Universitario para el Desarrollo de la Astrofísica y Ciencias del Espacio con un compromiso de divulgación científica.[19][20][21][22]

## Investigación y docencia
Las líneas de investigación que desarrolla Eduardo Pérez Tijerina están dirigidas en dos áreas de la física, la Nanotecnología y Astrofísica. Resultado de su trabajo ha publicado más de 80 artículos en revistas indexadas en JCR, trabajos que cuentan con más de 1,500 citas.
Como investigador ha dirigido proyectos de Ciencia Básica, Fondo Mixto de Nuevo León y con empresas nacionales. Desde el 2013 organiza de manera bianual el Taller Nacional en Astrofísica Planetaria, en donde se gestó la Campaña Nacional de Monitoreo de Asteroides y que agrupa a las instituciones que desarrollan astronomía en el país. La sede de este evento es Nuevo León. El compromiso que el doctor Eduardo Pérez Tijerina asume en la formación de capital humano lo hace partícipe como docente en la licenciatura de Física con acentuación en Astrofísica, así como en el posgrado a través de la Maestría en Astrofísica Planetaria y Tecnologías Afines, y Maestría y Doctorado en Ingeniería Física Industrial.
En esta tarea formativa ha sido director o codirector de 21 tesis de pregrado y posgrado: licenciatura (3), Maestría (7), Doctorado (11) y Estancias Postdoctorales (4).Su activa participación en el Programa de Verano de Investigación Científica y Tecnológica de la UANL, refrenda su compromiso con la promoción de la labor científica y la formación de futuros científicos del país, ya que ha podido recibir en sus laboratorios a cerca de 40 estudiantes; y un alumno de la Academia Mexicana de Ciencias (AMC).Su influencia en los jóvenes para desarrollar vocaciones científicas y tecnológicas es evidente con su concurrida participación en eventos que el doctor Pérez Tijerina desarrolla, como es el Congreso Nacional de Física, la Olimpiada Nacional de Física y el Congreso Nacional de Astronomía.

## Impacto extramuros
Como líder del Programa Universitario para el Desarrollo de la Astrofísica y Ciencias del Espacio de la UANL, Eduardo Pérez Tijerina ha realizado múltiples proyectos en favor de la investigación que han generado valor y derrama económica en el estado de Nuevo León, de forma particular en municipios del sur donde tienes infraestructura científica instalada.
A través del Observatorio Astronómico Universitario y el Programa Estatal de Turismo Científico, se apoya a la población del sur del estado gracias a la implementación del Sistema Universitario de Observatorios Astronómico de la UANL con el que se atrae turismo nacional e internacional; divulgación científica que permite colocar a Nuevo León en los ojos del mundo.
El alcance de los proyectos puestos en marcha en el Cerro Picacho es de una importancia social relevante para los pobladores del sur del estado. Así se patentó durante la pandemia cuando con una campaña acelerada de conexión de internet de alta velocidad para la transferencia de datos y comunicación en tiempo real y constante entre médicos especialistas y personas de las áreas rurales.
Gracias a los convenios que se establecieron con la Secretaría de Salud de Nuevo León fue posible apoyar el Programa de Telemedicina, y ofrecer acceso a cuidados y atención médica de primer nivel. Actualmente hospitales del sur del estado tienen conectividad digital gracias a esta obra.
Con la tecnología instalada en la zona, fue posible apoyar a Protección Civil del Estado en la tarea de prevención de desastres naturales provocados por el clima como son los incendios forestales. Para formalizar esta colaboración, Pérez Tijerina gestionó la firma de un convenio para trabajar el monitoreo y atención temprana de los incendios forestales tan recurrentes.
En materia de divulgación de la ciencia a la población, gracias a las instalaciones con que cuenta el Observatorio Astronómico Universitario es posible realizar actividades para promoción del trabajo científico, ya que expertos de la FCFM-UANL imparten charlas sobre astronomía, ofrecen cursos de uso de telescopio y astrofotografía; se cuenta con un jardín botánico, se puede hacer senderismo, y hay cabañas para pernoctar en el sitio.
En 2018 Pérez Tijerina inició las gestiones con la Comisión de Ciencia y Tecnología del Congreso Federal, y el Congreso Local, para la creación de la Comisión de Ciencia y Tecnología en el Congreso Local. Actualmente mantiene una cruzada a favor de la ciencia, en la que tiene como meta que las 51 alcaldías del estado de Nuevo León tengan en su estructura legislativa la figura de Comisión de Ciencia y Tecnología.
Desde el 2023 es miembro del Consejo General de Ciencia que asesora al Ejecutivo Estatal de Nuevo León en la toma de decisiones sobre ciencia y tecnología.

## Publicaciones
- Plasma spectra analysis using bidimensional acquisition with fiber optics (2001)[31]
- Growth of vertically aligned ZnO nanorods using textured ZnO films (2011)
- Highly size-controlled synthesis of Au/Pd nanoparticles by inert-gas condensation (2008)[32]
- p-Type CuSbS2 thin films by thermal diffusion of copper into Sb2S3

## Premios y reconocimientos
- Medalla al Mérito Cívico Premio Nuevo León (2019)[33][34][35][36]
- Reconocimiento “Excelencias Turísticas” durante la Feria Internacional de Turismo (FITUR) celebrada en enero del 2023 en Madrid, España.[37]
- Reconocimiento a la Trayectoria Profesional "Meritus" que otorga la Universidad Autónoma de Baja California (UABC) a través de la Fundación UABC, en el área de Ciencias Naturales y Exactas, en la edición 2023.[38]